# Gołoborze

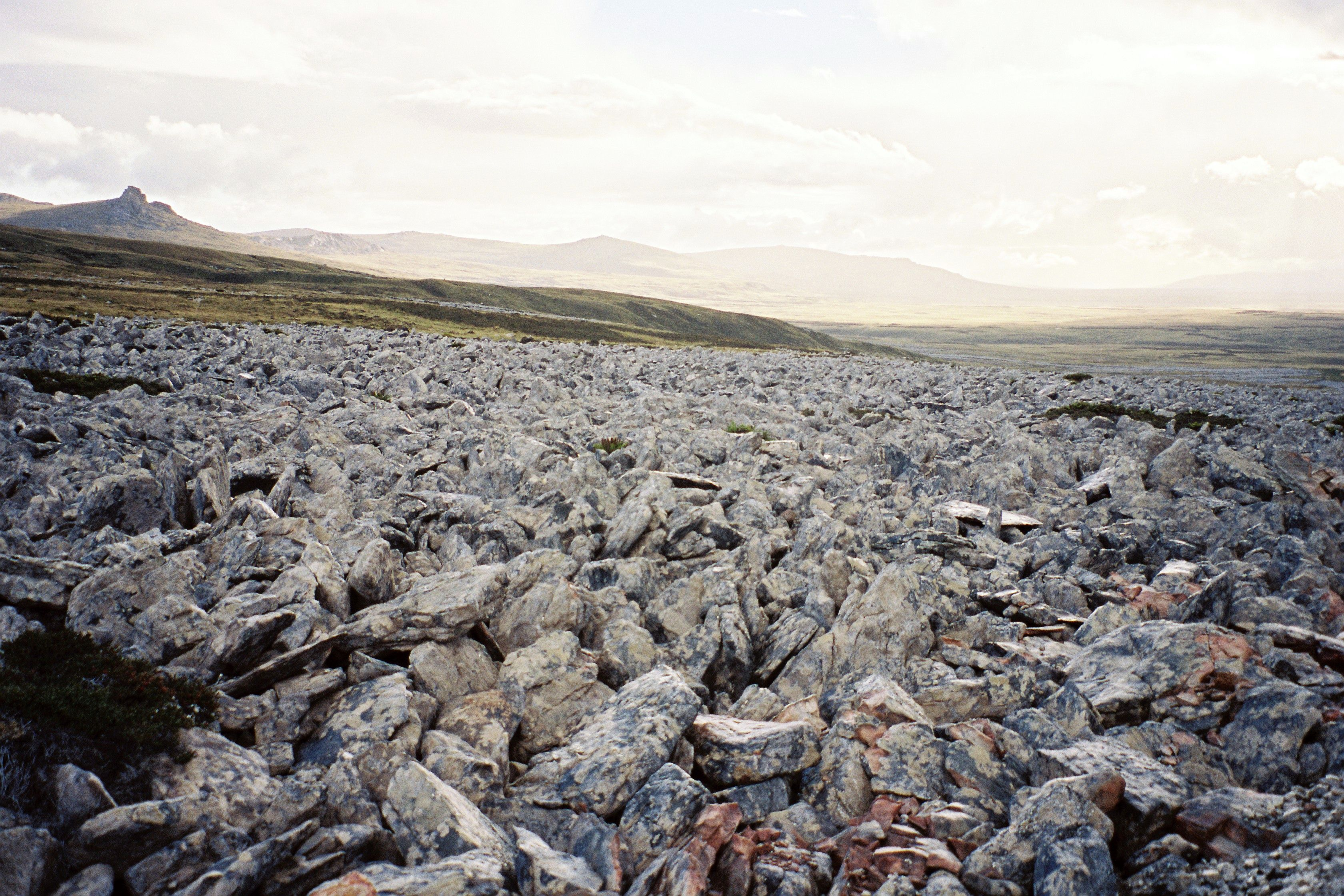
Gołoborze na górze Mount Kent na wyspie Falkland Wschodni

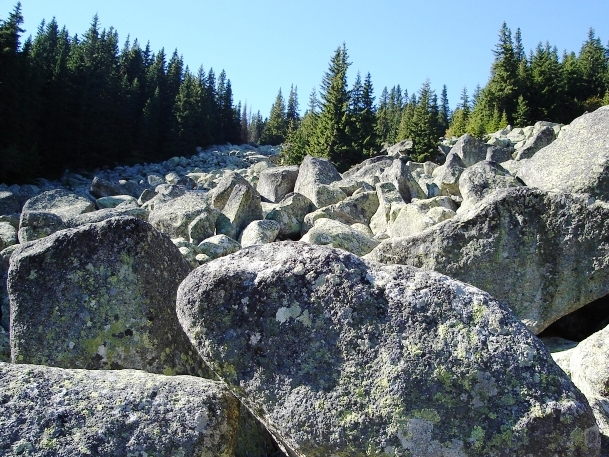
Gołoborze na zboczu Witoszy

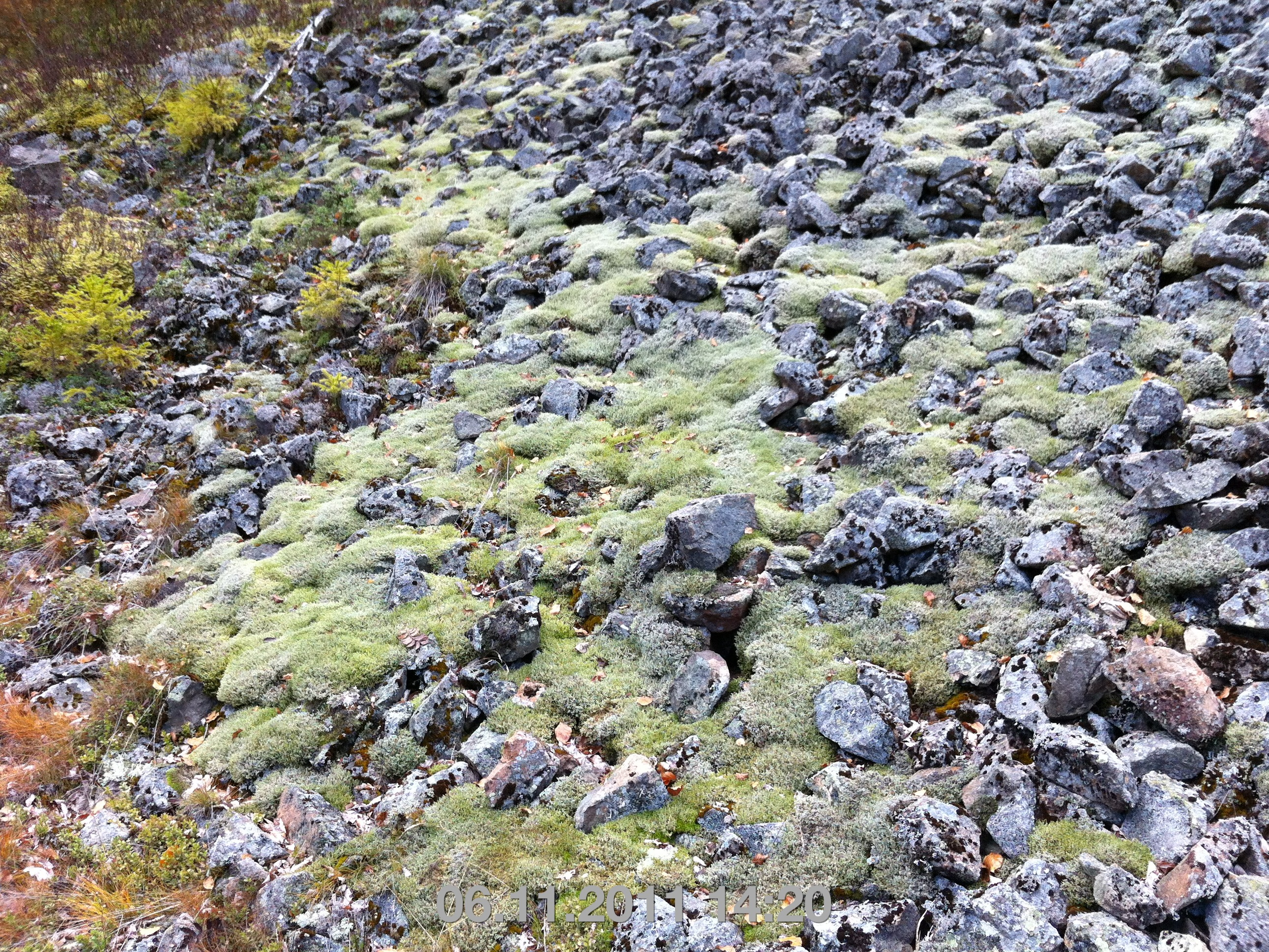
Gołoborze w Schwarzwaldzie

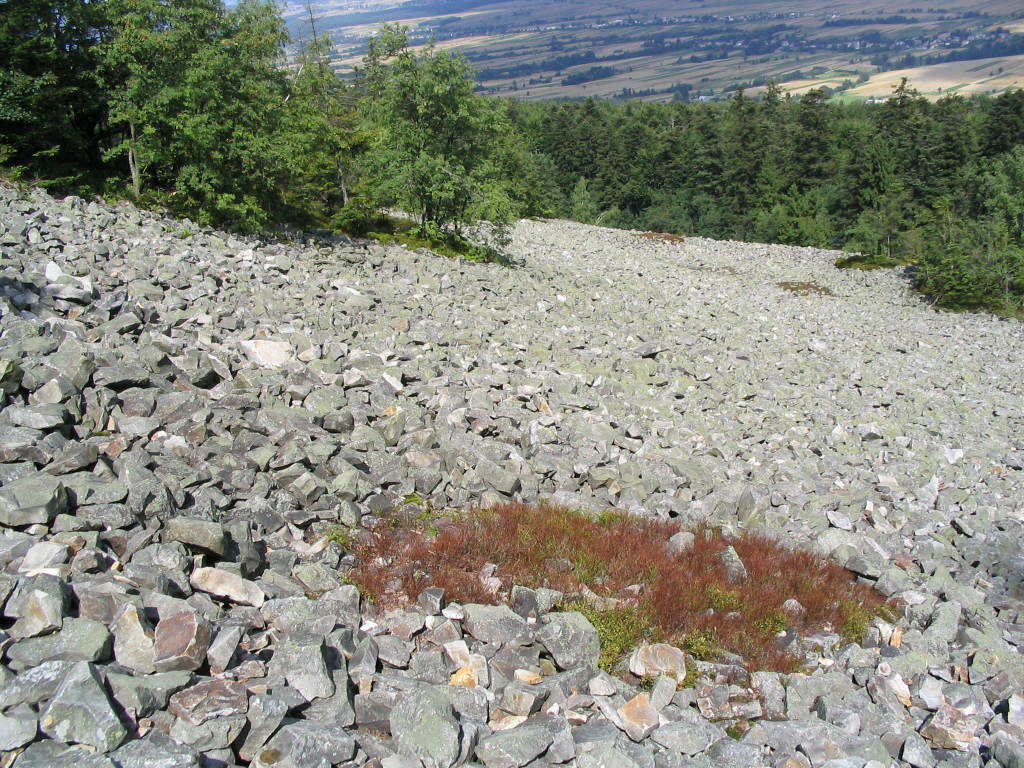
Gołoborze na zboczu Łysej Góry

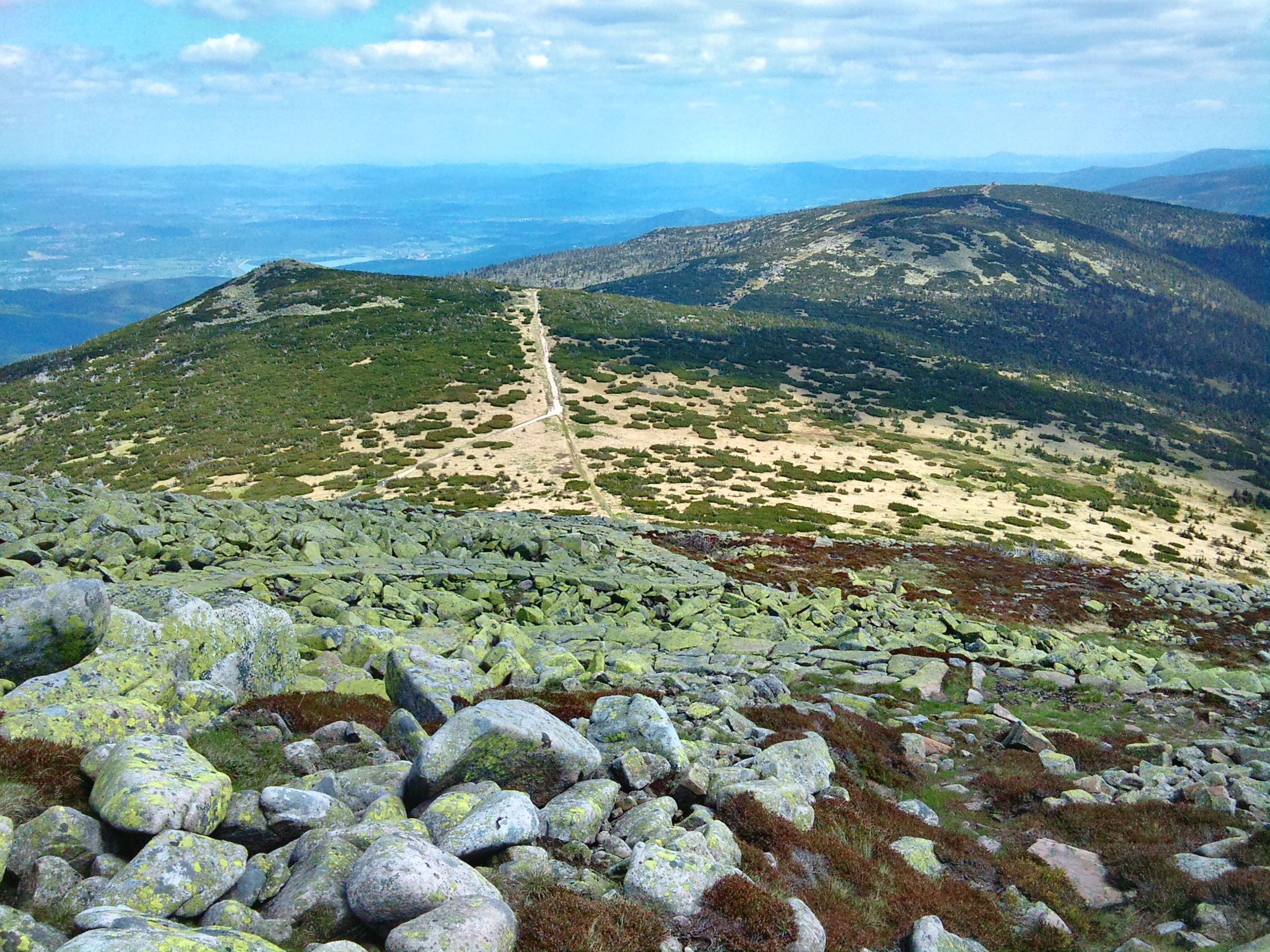
Gołoborze na zboczu Wielkiego Szyszaka

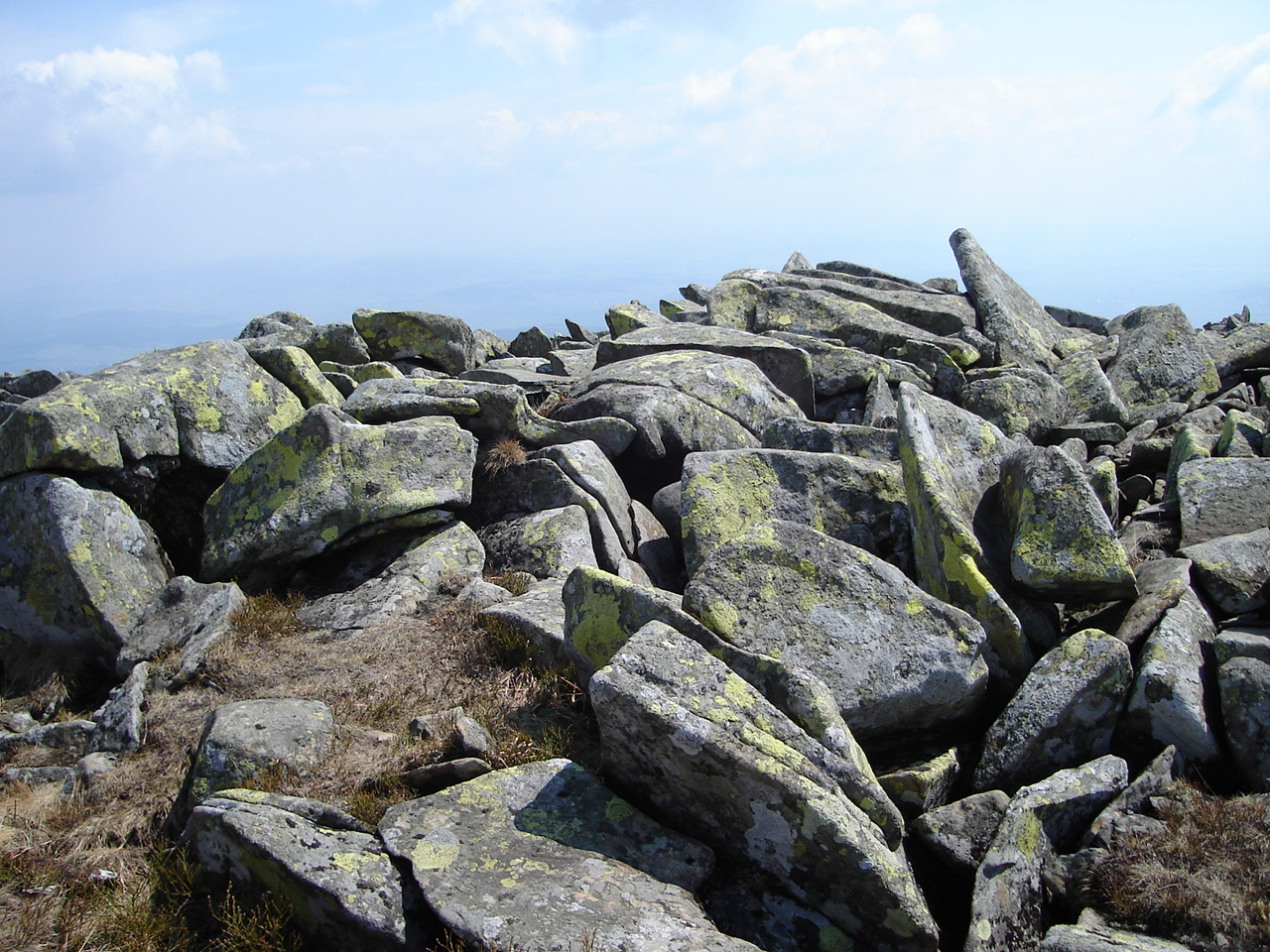
Gołoborze na zboczu Babiej Góry

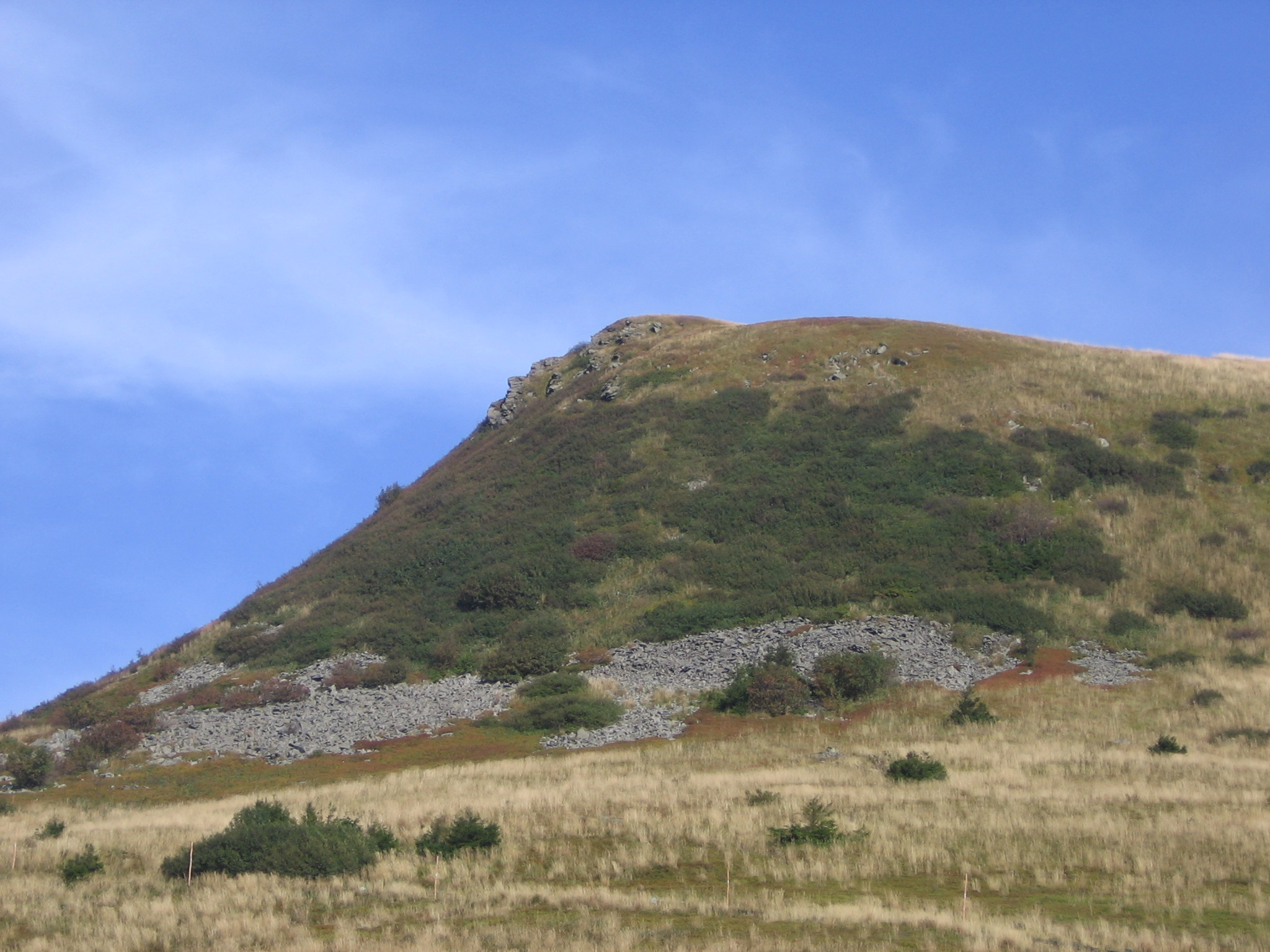
Grehot na Tarnicy

Gołoborze – rodzaj pokrywy stokowej lub wierzchowinowej (grzbietowej), składającej się z lekko redeponowanego rumoszu skalnego (gruzu, głazów lub bloków). Inaczej mówiąc – rumowiska skalne w górach. Gołoborze zbudowane jest wyłącznie z grubej frakcji, nie zawiera żwiru, piasku ani iłu.

## Geneza
Głównym czynnikiem powstania gołoborzy były procesy mrozowe (zmiany temperatury – zamarzanie i rozmarzanie podłoża; zamarzanie wody w szczelinach i spękaniach ciosowych) powodujące rozpad blokowy skał. Większość istniejących obecnie gołoborzy, zarówno na półkuli północnej, jak i południowej, powstała w plejstocenie, w czasie kolejnych zlodowaceń. Dla ich powstania potrzebna była odpowiednia litologia oraz ukształtowanie terenu.

## Występowanie
Termin gołoborze jest określeniem regionalnym (Góry Świętokrzyskie) i oznacza miejsce „gołe”, bez „boru” - nawiązuje do ich występowania w obrębie lasu. Jednak według niektórych opracowań naukowych, termin ten stosuje się do wszystkich utworów tego typu, niezależnie od ich lokalizacji geograficznej. Stosowanie tego terminu jako uniwersalnego nie jest jednak rekomendowane, a jego używanie w odniesieniu do pokryw głazowo-blokowych powyżej górnej granicy lasu jest błędne.
Najbardziej znane gołoborza na świecie występują na Falklandach oraz w masywie Witoszy w Bułgarii. Mniejsze gołoborza znajdują się w Stiperstones (Shropshire, Wielka Brytania), w Pensylwanii, w Schwarzwaldzie, w Górach Szczawnickich na Słowacji (Kamenné more).
Największe gołoborza na ziemiach polskich występują w Górach Świętokrzyskich i Karkonoszach, mniejsze w Rudawach Janowickich (Skalnik), Górach Bystrzyckich (Wolarz), Górach Kamiennych (Suchawa), Masywie Śnieżnika, na Babiej Górze, w Bieszczadach (grehot).
Gołoborza świętokrzyskie powstały w wyniku wietrzenia późnokambryjskich piaskowców kwarcytowych, w Karkonoszach i Rudawach Janowickich – granitów i hornfelsów, na Śnieżniku – gnejsów, w Beskidach – piaskowców, w okresie czwartorzędu. Procesy te zachodziły w chłodnym klimacie jaki panował na obszarze Polski w plejstocenie.